# Liguilla Pre-Sudamericana Clausura 2016 (Chile)
La Liguilla Pre-Sudamericana Clausura 2016 fue la 8.º edición de la Liguilla Pre-Sudamericana, mini competición de fútbol profesional de Chile que sirvió como clasificatoria para la Copa Sudamericana 2016.
Su organización estuvo a cargo de la ANFP y contó con la participación de cuatro equipos. La competición se disputó bajo el sistema de eliminación directa, en dos ruedas.
El torneo comenzó el miércoles 4 de mayo, con el partido entre Deportes Antofagasta y Santiago Wanderers y más tarde entre Deportes Iquique y O'Higgins.

## Desarrollo
Los equipos clasificados a la Liguilla, fueron los que terminaron en los puestos del segundo al quinto lugar, en el Torneo Clausura 2016.

## Equipos participantes
| Equipo               | Vía de clasificación               |
| -------------------- | ---------------------------------- |
| O'Higgins            | 3er lugar Torneo Clausura 2016     |
| Santiago Wanderers   | 6.º lugar Torneo Clausura 2016     |
| Deportes Antofagasta | séptimo lugar Torneo Clausura 2016 |
| Deportes Iquique     | octavo lugar Torneo Clausura 2016  |

|  | Semifinal            | Semifinal            | Semifinal          | Semifinal | Semifinal |   |           | Final     | Final | Final | Final | Final |
|  |                      |                      |                    |           |           |   |           |           |       |       |       |       |
|  | O'Higgins            | O'Higgins            | 3                  | 0         | 3         |   |           |           |       |       |       |       |
|  | Deportes Iquique     | Deportes Iquique     | 1                  | 1         | 2         |   |           |           |       |       |       |       |
|  |                      |                      |                    |           |           |   | O'Higgins | O'Higgins | 0     | 1     | 1     |       |
|  |                      | Santiago Wanderers   | Santiago Wanderers | 0         | 0         | 0 |           |           |       |       |       |       |
|  | Santiago Wanderers   | Santiago Wanderers   | 0                  | 0         | 0 (4)     |   |           |           |       |       |       |       |
|  | Deportes Antofagasta | Deportes Antofagasta | 0                  | 0         | 0 (3)     |   |           |           |       |       |       |       |

- Nota: En cada llave, el equipo ubicado en la primera línea es el que ejerce la localía en el partido de vuelta.

### Semifinal

#### Santiago Wanderers - Deportes Antofagasta
| 4 de mayo de 2016, 19:30 | Deportes Antofagasta | 0:0     | Santiago Wanderers | Calvo y Bascuñán, Antofagasta                              |                                                            |
|                          |                      | Reporte |                    | Asistencia: 2.532 espectadores Árbitro(s): Cristián Andaur | Asistencia: 2.532 espectadores Árbitro(s): Cristián Andaur |

| 8 de mayo de 2016, 16:00 | Santiago Wanderers                                                    | 0:0 (4:3 p.)               | Deportes Antofagasta                                                             | Elías Figueroa Brander, Valparaíso                        |                                                           |
|                          |                                                                       | Reporte                    |                                                                                  | Asistencia: 4.482 espectadores Árbitro(s): Patricio Polic | Asistencia: 4.482 espectadores Árbitro(s): Patricio Polic |
|                          |                                                                       | Tiros desde el punto penal |                                                                                  |                                                           |                                                           |
|                          | Muñoz · Fernández · Luna · Ramos · Viana · Saldías · Rosales · Cuadra |                            | Ciampichetti · Villagra · Leyton · Riquelme · Dituro · Delfino · Jerez · Cabrera |                                                           |                                                           |

- Santiago Wanderers ganó 4-3 en la definición a penales.

#### O'Higgins - Deportes Iquique
| 4 de mayo de 2016, 22:00 | Deportes Iquique | 1:3 (0:2) | O'Higgins                                    | Tierra de Campeones, Iquique                            |                                                         |
|                          | Villalobos 70'   | Reporte   | San Juan 17' · Acevedo 38' · Insaurralde 49' | Asistencia: 3.180 espectadores Árbitro(s): Carlos Ulloa | Asistencia: 3.180 espectadores Árbitro(s): Carlos Ulloa |

| 8 de mayo de 2016, 19:00 | O'Higgins | 0:1 (0:0) | Deportes Iquique | El Teniente, Rancagua                                     |                                                           |
|                          |           | Reporte   | Ríos 82'         | Asistencia: 6.320 espectadores Árbitro(s): Eduardo Gamboa | Asistencia: 6.320 espectadores Árbitro(s): Eduardo Gamboa |

- O'Higgins ganó 3-2 en el marcador global.

### Final

#### O'Higgins - Santiago Wanderers
| 11 de mayo de 2016, 20:00 | Santiago Wanderers | 0:0     | O'Higgins | Elías Figueroa Brander, Valparaíso                      |                                                         |
|                           |                    | Reporte |           | Asistencia: 4.628 espectadores Árbitro(s): Claudio Puga | Asistencia: 4.628 espectadores Árbitro(s): Claudio Puga |

| 15 de mayo de 2016, 17:00 | O'Higgins   | 1:0 (1:0) | Santiago Wanderers | El Teniente, Rancagua                                     |                                                           |
|                           | Acevedo 10' |           |                    | Asistencia: 7.242 espectadores Árbitro(s): Julio Bascuñán | Asistencia: 7.242 espectadores Árbitro(s): Julio Bascuñán |

- O'Higgins ganó 1-0 en el marcador global.

## Ganador
|                                                      |
| O'Higgins                                            |
| Clasificado a la Copa Sudamericana 2016 como Chile 2 |